# La quinta ola
La quinta ola es una novela juvenil de ciencia ficción escrita por el autor estadounidense Rick Yancey. Fue publicada el 7 de mayo de 2013 por la editorial Penguin Group. Es la primera novela de la trilogía homónima. La historia sigue a Cassie Sullivan, de 16 años, mientras trata de sobrevivir en un mundo devastado por oleadas de invasiones alienígenas que han diezmado la población de la Tierra.
Los críticos han comparado el éxito de la novela con el de la trilogía Los juegos del hambre y el de La carretera, y señalaron que "debería hacer por los extraterrestres lo que Crepúsculo hizo por los vampiros". Sony Pictures estrenó la adaptación al cine el 22 de enero de 2016.

## Sinopsis
Cuatro oleadas sucesivas de ataques cada vez más mortíferos de alienígenas han dejado la mayor parte de La Tierra diezmada. La primera ola fue un apagón generalizado en todo el planeta, la segunda fue la subida del oleaje, la tercera ola fue la peste y la cuarta ola fue cuando los otros (así le decían a los alienígenas) se hicieron pasar por humanos para infiltrarse entre la gente. En este escenario de miedo y desconfianza, Cassie Sullivan, una adolescente de 16 años, trata de sobrevivir.
En el amanecer de la quinta ola, entre los últimos vestigios de la humanidad, y siendo una de las últimas supervivientes, Cassie sólo se tiene a ella misma y a su hermano pequeño, Sam, al que deja con la promesa de volver. Todo lo que le queda es su osito de peluche. Cassie sabe que mantenerse a solas es la única opción para seguir con vida y encontrar a su hermano pequeño. Tanto horror ha hecho que se pierda la confianza entre humanos, porque al final, lo único que importa es la supervivencia. 
Seguimos el rastro de Cassie mientras sobrevive a este mundo, hasta que se topa con el cautivador y misterioso Evan Walker, un joven campesino y cazador, que parece capaz de ayudarle a encontrar a su hermano. Cassie deberá tomar una elección definitiva: confiar o perder la esperanza, vivir o morir, abandonar o levantarse y luchar, y todo ello mientras se prepara para la inevitable y letal quinta ola. 

## Personajes

### Principales
- Cassiopea Marie Sullivan "Cassie": Es la protagonista de este libro en el que debe luchar por sobrevivir a este desastre. Estudiaba en el George Bernard High School junto a Ben. Después de la muerte de su padre, va a buscar a su hermano a la base militar de Wright-Patterson.
- Benjamin Thomas Parish "Ben" (zombie) : Antiguo compañero de Cassie Sullivan en la preparatoria y el más popular de la escuela, pero cuando todo hizo crisis, ya no importa lo popular que fue en la escuela. Narra al igual que Cassie gran parte de la historia.
- Evan Walker: Chico campesino y cazador que rescata a Cassie después de ser herida en la autopista.
- Coronel Alexander Vosch: Coronel de la base militar Wright-Patterson.
- Samuel Jackson Sullivan "Samuel/Sam/Sullivan": Hermano menor de Cassie, fue llevado junto con varios niños a Wright-Patterson para ser entrenado.
- Oliver Sullivan †: Padre de Cassie.

### Otros
- Val Walker †: Hermana de Evan Walker.
- Hacha (Maika): Miembro del Pelotón 53.
- Lauren †: Exnovia de Evan Walker.
- Sissy Parish †: Hermana de Ben Parish.
- Reznik †: Entrenador de Wright-Patterson.
- Doctora Pam †: Doctora del Campo Asilo.
- Cabo Parker: Sanitario, líder del grupo del Campo Asilo.
- Comandante Bob: Líder del grupo del Campo Asilo.
- Pringoso †: Residente en Campo Pozo de Ceniza.
- Hutchfield †: Ex-marine, director del Campo Pozo de Ceniza.
- Megan: Niña del autobús dónde iba Sammy.
- Michael Joseph †: Hermano de Megan.
- Elizabeth Samantha "Lizbeth" Morgan: Mejor amiga de Cassie.
- Mitchell †: Pretendiente de Cassie.
- Chris †: Amigo de Ben.
- Dumbo: Miembro del Pelotón 53.
- Picapiedra †: Miembro del Pelotón 53.
- Tacita (Allison): Miembro del Pelotón 53.
- Bizcocho: Miembro del Pelotón 53.
- Tanque †: Miembro del Pelotón 53 el cual se vuelve loco.
- Umpa (Kenny) †: Miembro del Pelotón 53.
- Kistner: Celador del Campo Asilo.
- Grace: Amiga de Evan y una silenciadora.

## Recepción
La crítica al libro ha sido muy positiva. Ha recibido críticas con estrellas tanto de Publishers Weekly como de Kirkus Reviews y los críticos han señalado que tiene una amplia audiencia, difuminando los límites entre literatura juvenil y adulta, y entre género y ficción convencional, por lo que no puede ser encajado fácilmente en un género a pesar de tener muchas de características de la literatura juvenil. En The New York Times aparece como uno de los mejores libros de literatura juvenil de 2013 y fue finalista Goodreads a la Mejor Novela de Literatura Juvenil y Ciencia Ficción de 2013.

## Secuelas
La quinta ola es la primera novela de la trilogía. La segunda novela de la serie, El mar infinito, salió el 16 de septiembre de 2014. La tercera novela de la serie, La última estrella, se puso a la venta el 24 de mayo de 2016.

## Adaptación al cine
La película basada en el libro se rodó aprovechando la estela de Los juegos del hambre y Divergente.
El desarrollo de la película La quinta ola comenzó en marzo de 2012, cuando Columbia Pictures recogió los derechos cinematográficos de la trilogía con la productora GK Films de Graham King, y Material Pictures de Tobey Maguire. El 15 de abril de 2014, se anunció oficialmente que Chloë Grace Moretz protagonizaría a Cassie Sullivan, y que J. Blakeson dirigiría a partir del guion de Susannah Grant. Nick Robinson como Ben Parish/Zombie, Alex Roe como Evan Walker, Liev Schreiber como Comandante Alexander Vosch, Maika Monroe como Hach, Thalita Bateman como Tacita y Zackary Arthur como Sammy Sullivan/Frijol se sumarían al film. El rodaje tuvo lugar en Atlanta (estado de Georgia) a partir de octubre de 2014 hasta enero de 2015.
Se estrenó el 21 de enero de 2016 en Argentina, el 22 de enero en Estados Unidos y España, y por último el 29 de enero en México.